# 普伊格韦尔达格拉蒙特
普伊格韦尔达格拉蒙特，是西班牙加泰罗尼亚莱里达省的一个市镇。 总面积21平方公里，总人口253人（2001年），人口密度12人/平方公里。